# جيسي ب توماس
جيسي ب توماس (بالإنجليزية: Jesse B. Thomas) (و. 1777 – 1853 م) هو سياسي، وقاض، ومحام من الولايات المتحدة الأمريكية ولد في شبردزتاون.
تولى منصب عضو مجلس الشيوخ الأمريكي .وهو عضو في الحزب الجمهوري الديمقراطي .